# Limnοthalassa Aggelοchoriou
Limnοthalassa Aggelοchoriou este o arie protejată (arie specială de conservare — SAC, sit de importanță comunitară — SCI, arie de protecție specială avifaunistică — SPA) din Grecia întinsă pe o suprafață de 372,63 ha, integral pe uscat.

## Localizare
Centrul sitului Limnοthalassa Aggelοchoriou este situat la coordonatele 40°29′00″N 22°49′14″E / 40.483303°N 22.820434°E.

## Înființare
Situl Limnοthalassa Aggelοchoriou a fost declarat sit de importanță comunitară în august 1996 pentru a proteja 20 de specii de animale. Alte tipuri de protecție:
- arie de protecție specială avifaunistică (în octombrie 2001)[3]
- arie specială de conservare (în martie 2011)[2][4][5]

## Biodiversitate
Situată în ecoregiunile marină mediteraneană și mediteraneană, aria protejată conține 10 habitate naturale: Bancuri de nisip acoperite în permanență slab de apă marină, Terase mlăștinoase și terase nisipoase neacoperite de apă la reflux, Lagune de coastă, Vegetație anuală la limita mareei, Salicornia și alte specii anuale care populează regiunile mlăștinoase și nisipoase, Pășuni mediteraneene udate de apa mării (Juncetalia maritimi), Tufărișuri halofile mediteraneene și termo-atlantice (Sarcocornetea fruticosi), Stepe sărăturate mediteraneene (Limonietalia), Dune mobile cu vegetație embrionară, Dune cu Euphorbia terracina.
La baza desemnării sitului se află mai multe specii protejate:
- păsări (18): pasărea ogorului (Burhinus oedicnemus), ciocârlie-cu-degete-scurte (Calandrella brachydactyla), fugaci roșcat (Calidris ferruginea), fugaci mic (Calidris minuta), bătăuș (Calidris pugnax), caprimulg (Caprimulgus europaeus), prundăraș de sărătură (Charadrius alexandrinus), piciorong (Himantopus himantopus), cormoran mic (Microcarbo pygmaeus), codobatura galbenă (Motacilla flava), culic cu cioc subțire (Numenius tenuirostris), Phalacrocorax carbo sinensis, flamingo roz (Phoenicopterus roseus), corcodel-cu-gât-negru (Podiceps nigricollis), chiră de baltă (Sterna hirundo), chiră mică (Sternula albifrons), fluierarul cu picioare roșii (Tringa totanus), Xenus cinereus
- mamifere (1): delfin mare (Tursiops truncatus)
- pești (1): Aphanius fasciatus

Pe lângă speciile protejate, pe teritoriul sitului au mai fost identificate 1 specie de mamifere, 1 specie de nevertebrate, 1 specie de pești, 1 specie de reptile.